# Новиков, Нил Дмитриевич
Нил Дми́триевич Но́виков (1919—1990) — советский партийный и государственный деятель, председатель исполнительного комитета Липецкого областного Совета народных депутатов (1962—1980).

## Биография
В 1952—1954 Н. Д. Новиков работал инструктором Воронежского обкома КПСС. В январе 1954 направлен во вновь образованную Липецкую область, где был назначен заместителем заведующего сельскохозяйственного отдела Липецкого обкома КПСС. В 1956—1960 — первый секретарь Краснинского райкома КПСС, в 1960—1962 — заведующий сельхозотделом, секретарь Липецкого обкома КПСС.
В декабре 1962 Н. Д. Новиков избран председателем Липецкого сельского облисполкома, а после объединения Советов 25 декабря 1964 — председателем Липецкого облисполкома и проработал в этой должности до выхода на пенсию 3 декабря 1980 года.

## Награды
- Орден Октябрьской Революции
- Орден Трудового Красного Знамени
- Орден Красной Звезды
- Орден Дружбы Народов
- медали

## Источник
- Липецкая энциклопедия. Том 2.